# Ramón Torres
Pour le poète, voir Ramón Torres (poète).
Pour les articles homonymes, voir Torres.
Ramón Alexander Torres (né le 22 janvier 1993 à Monción, Santiago Rodríguez, République dominicaine) est un joueur de deuxième but et d'arrêt-court des Royals de Kansas City de la Ligue majeure de baseball.

## Carrière
Ramón Torres signe son premier contrat professionnel en juillet 2013 avec les Royals de Kansas City.
Il fait ses débuts dans le baseball majeur avec les Royals le 7 juin 2017. À son premier match, il réussit deux coups sûrs, et son premier dans les majeures est un double qui fait marquer un point aux dépens de Tony Sipp, le lanceur des Astros de Houston.